# 吳工業高等專門學校
吳工業高等專門學校（National Institute of Technology, Kure College）日本国立高等專門學校之一

## 簡介
吳工业高等专门学校创设于1964年。是廣島县吳市的国立高等专门学校。學校現設有機械工程學、電氣情報工学、環境都市工学科、建築学科，4個學科。1998年設置專攻科

## 教育組織

### 本科（副學士課程）
- 機械工学科
- 電氣情報工学科
- 環境都市工学科
- 建築学科

### 専攻科（学士課程）
- 專案設計専攻
  - 機械工学專案
  - 電氣情報工学專案
  - 環境都市工学專案
  - 建築学專案[3]

## 外部連結
- 吳工業高等專門學校（页面存档备份，存于）